# 永昌寺 (台東区)
永昌寺（えいしょうじ）は、東京都台東区東上野5丁目にある浄土宗の寺院。朝日山願成院。講道館柔道の発祥の地。
東京メトロ銀座線稲荷町駅のすぐ北側にある。

## 歴史
- 1882年（明治15年）に嘉納治五郎がこの寺院の境内の12畳の道場に「講道館」を設立した[1]。

## 交通アクセス
- 東京メトロ銀座線稲荷町駅3番出口より徒歩約1分（経路案内）。
- JR東日本上野駅より徒歩約8分（経路案内）。